# 朝鮮—美國關係
美朝关系指美利堅合眾國和朝鮮民主主義人民共和國之間的雙邊關係，兩國因朝鮮戰爭以來的一系列意識形態衝突和國際因素从未建交，但仍有一定程度的贸易和人员往来。朝鲜在美国设立朝鲜驻联合国代表团，而瑞典驻朝鲜大使馆作为美国的利益代表处。

## 歷史

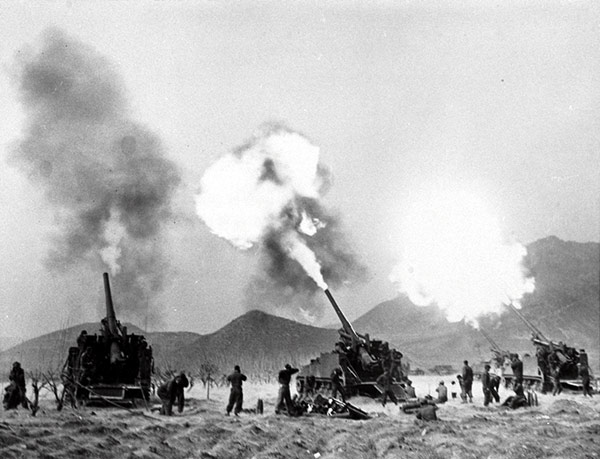
韓戰期間美軍火炮對北軍開火

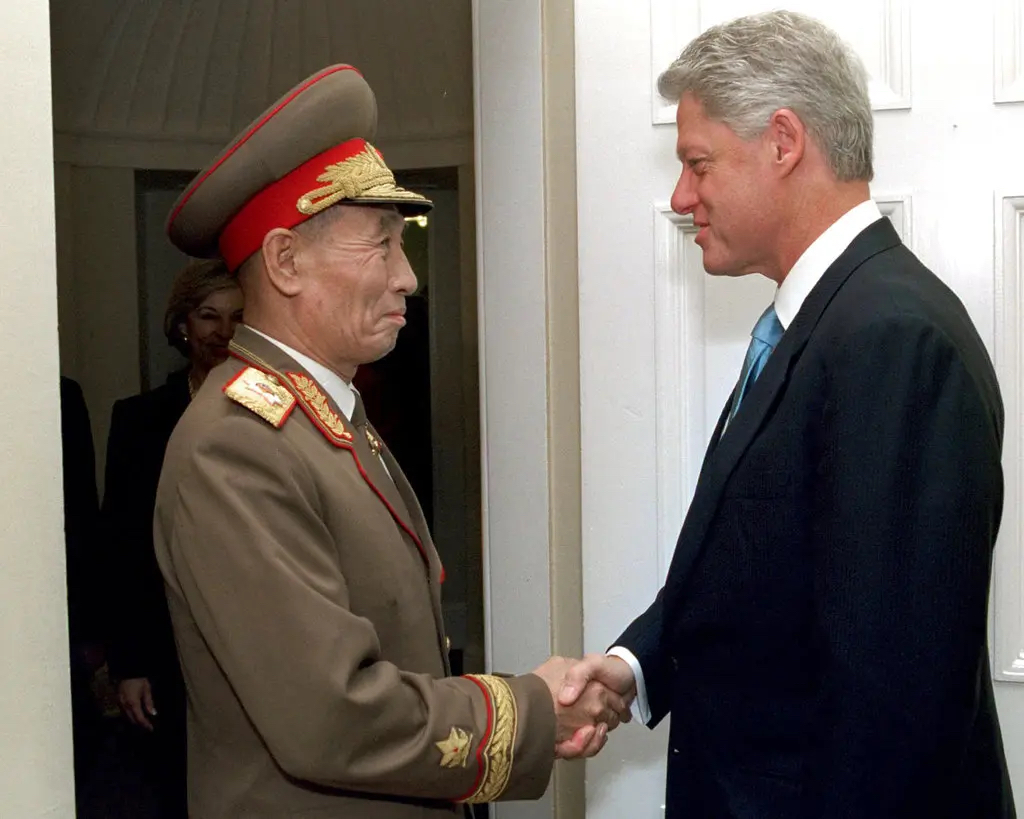
2000年10月10日，時任美國總統柯林頓在華盛頓白宮會見了朝鮮國防委員會第一副委員長趙明錄次帥。

### 二战之前
早在1866年李氏朝鮮時期，朝鲜王朝與美國就有交流，發生了舍門將軍號事件，美國希望加大對東方的貿易，而朝鮮王朝則採取閉關鎖國政策。1845年美國紐約州議員、眾議院海軍委員會主席普拉特（Z. Pratt）就向眾議院提交過《開放朝鮮的議案》；1853年1月一艘美國船隻駛入朝鮮東萊府的龍堂浦。8月22日到達平壤府，平安道中軍李玄益不准其貿易和傳教命立即退去。但舍門將軍號繼續溯江而上，崔蘭軒等人上岸偵察，準備盜掘當地王陵。李玄益駕船追擊，遭船員囚禁。雙方正式發生衝突，因江水過淺海船不能發揮威力，被朝鮮數百艘裝滿茅草、澆足了油的火船撞擊焚毀，美國船員全部死亡。美國報復攻擊導致辛未洋擾發生，派艦隻「亞細亞號」攻打江華島但又被當地軍民擊退，兩次小衝突勝利讓李氏自得意滿，鎖國政策更甚。
直到1882年，朝鲜才決定開放通商，但之後的列強東亞混戰和日本併吞朝鲜，導致工商業現代化過程中斷，朝鮮半島軍民進入長期的對日游擊戰抗日。

### 冷战
1945年二戰結束後，美國在朝鲜半岛南方成立駐朝鲜美國陸軍司令部軍政廳，以與北方的蘇聯託管區對峙，兩區分別在日後獨立為大韓民國和朝鮮民主主義人民共和國，並爆發了韓戰，1953年中朝聯軍和聯合國軍簽定暫時停戰令直到今日。冷戰时期，朝鮮半島成為美蘇對抗前線之一，陸續發生1968普韋布洛號通用環境研究艦事件和1969EC-121擊落事件都與美國對朝抵近偵查有關。1998年普韋布洛號被拖到西海岸停放在平壤的大同江畔，據說是舍門將軍號事件發生地，作為博物館用途而成為當地常受觀光客歡迎的名勝，但美國海軍方面並沒有將其自海軍艦艇名冊中剔除，名義上仍然是現役中的艦隻。美國雖一直保持要求歸還普韋布洛號但未果。

### 冷战之后
冷战结束后，美国的对朝鲜政策开始建筑在“朝鲜崩溃论”之上，认为朝鲜民主主义人民共和国将很快崩溃。从1990年代起，美国中央情报局在给国会的报告中便不断重复预测朝鲜民主主义人民共和国将在何时崩溃。在此认识前提下，美国对朝鲜从未形成长期政治性战略政策，而是主要聚焦于朝鲜的核武器问题，对应手段以军事战略和策略为主，其对朝鲜政策日益被美国国防部而不是美国国务院主导。在“朝鲜崩溃论”的指导下，美国对朝鲜采取军事遏制、经济制裁、外交封锁的高压政策，试图让朝鲜国内矛盾升级，以加速朝鲜崩溃；同时，美国认为只要增加对中国的外交压力，就能迫使中国制裁朝鲜，从而促使朝鲜崩溃；美国在冷战后还不断强化与韩国和日本的军事同盟，且不断加大联合军事演习的次数、频率及规模，以在军事上压倒朝鲜。尽管美国从冷战结束后的1990年代初便开始施行这一系列对朝鲜措施，但数十年来朝鲜并没有如美国预期的那样崩溃，反而一直存在至今。
在克林顿政府第一届任期内，美朝经多轮谈判最终签署《关于解决朝鲜核问题的框架协议》（《美朝框架协议》），一度令和平解决朝核问题前景光明。时任防长佩里全程参与其中。然而，1998年8月，朝鲜发射了“光明星一号”人造地球卫星，美方则认为其发射的是“大浦洞-1号”远程弹道导弹。朝鲜的行为激怒了美国，双方关系又生变数。

#### 1999年
1999年，佩里作为时任美国总统克林顿的特使访问朝鲜，斡旋朝核危机。经过一年多的谈判，双方已十分接近就美朝关系正常化达成协议。
以美國主導的對朝經濟封鎖讓兩國仇恨加劇，朝鮮學生課本也以美國作为未來戰爭對象，越南戰爭與波斯灣戰爭後，朝鮮認為自身安全受威脅開始研發核武而造成核問題，1994年5月30日，聯合國安理會提出對朝鮮進行核項目調查並對其進行制裁。1994年6月，美國前總統卡特前往平壤斡旋，随后兩國政府在日内瓦签署了《关于解决朝鲜核问题的框架协议》（《美朝框架协议》）。按照《美朝框架协议》的要求，朝鮮必須凍結其各種核項目，並在所有核設施上加裝監控系統，禁止一切關閉項目的重啟。然而美、日、韓三國協助朝鮮拆卸石墨反應爐並幫助朝鮮建設兩座輕水反應爐和每年提供重油的承諾一拖再拖。朝方認為美國對條約沒有誠意，只是想箝制其發展。
在克林顿任美国总统的八年任期内，虽然《美朝框架协议》内容未能全部实施，但朝鲜一直信守冻结钚再处理项目。基于《美朝框架协议》，美朝双边对话日趋频繁。在克林顿总统第二任期（1997年至2001年）内，美朝商讨内容转向了朝鲜导弹项目。1998年8月，朝鲜发射“光明星一号”人造地球卫星，美方则认为其发射的是“大浦洞-1号”远程弹道导弹。朝鲜的行为激怒了美国。
1999年，已于1997年卸任美国国防部长佩里受命作为克林顿总统特使出访朝鲜。出访前的5个月内，佩里已与日本、韩国外交官共同完成了一份对朝政策评估报告，三方经评估后认为，同美方传统的“恐吓制裁”战略比，美方应重点考虑以双边和谈为核心手段，逐渐使美朝关系向全面正常化发展。在3天的访问中，佩里与朝鲜军方高层领导及外交官举行了谈判，成果明显。当时美方团队认为“朝鲜准备接受我们提出的合作战略”。佩里回忆称：“我们当时的设想是要帮助朝鲜变成一个‘正常’的国家。”根据和谈计划，美国准备在经济和农业上支援朝鲜，在平壤设大使馆，并且恢复两国民间往来。1999年，朝鲜同意暂停试射远程和中程弹道导弹。直到2006年，朝鲜一直信守该承诺。
1999年10月12日，美国政府发布《美国对朝政策评估：成果与建议》报告，将克林顿政府的对朝政策概括为“采用全面、综合的方式应对朝鲜核武及弹道导弹项目，以双边谈判为核心手段，辅以与日本和韩国的三边协调”。

#### 2000年
2000年，朝鲜劳动党总书记金正日与大韩民国总统金大中在平壤举行首次会晤，朝鲜二号人物、国防委员会第一副委员长赵明录次帅访美，美国国务卿奥尔布赖特访朝并会见金正日，双方讨论了互设联络处的问题，并开始安排美国总统克林顿访朝的可能性。2017年佩里在接受中国《参考消息》记者采访时回忆道，“我想如果我、奥尔布赖特和克林顿总统能督促和谈加速，那（双方）很可能在政府换届前达成协议。”“那是我们的黄金机会，可惜错过了，我们曾经非常接近……再有几个月就能达成协议了。”
2000年，提倡新保守主义的共和党总统候选人小布什在竞选期间便批评《美朝框架协议》，声称对朝接触政策只会帮金正日政权避免崩溃。

#### 2001年
2001年，小布什就任美国总统後，他一改民主党总统克林顿的对朝接触政策，转而彻底关闭了对朝谈判的大门。在两年时间内，美朝之间没有任何谈判。2002年1月，小布什在国情咨文中将朝鲜同伊拉克、伊朗并列为支持恐怖主义的“邪恶轴心国”，并威胁要对朝鲜实施“先发制人的核打击”，兩國關係降至冰點。从2001年至2006年底，在小布什第一个总统任期内到第二个总统任期初期，以副总统切尼和国防部长拉姆斯菲尔德为首的强硬派主导了对朝政策，排斥同朝鲜接触和双边会谈。然而，小布什任职不到两年，便调整了此前对朝的强硬姿态，开始采取与克林顿政府同样的对朝接触政策，以应对第二次朝核危机，试图以粮食和经济援助换取朝鲜承诺暂停核试验。克林顿政府和小布什政府至少13次将粮食援助作为换取朝鲜暂停核武开发的条件。

#### 2003年
2003年，美国发动伊拉克战争，为专心對伊作战，乃向中国提议，开始举行由中国主办的六方会谈。尽管各方在第四轮会谈中首次提出以“承诺对承诺、行动对行动”原则解决朝核问题，但前五轮六方会谈实际上未取得实质性进展，第五轮谈判甚至陷入僵局。2003年，朝鲜向美国表示其已拥有核武器。2005年“9·19共同声明”达成。2006年10月9日，朝鮮在咸鏡北道吉州郡舞水端里一座360米高的山的地下水平坑道進行了一次地下核试验，朝鮮國防委員會正式宣告朝鲜拥有核武能力。之後朝鲜陸續進行兩次核试验（2009年5月、2013年2月）。

#### 2006年
2006年底，小布什政府内持新保守主义立场的高官相继离职，以国务卿赖斯为首的务实派开始主导对朝政策。美方主谈代表、国务院东亚及太平洋事务助理国务卿希尔在六方会谈中降低了美国的要价。美朝僵持局面持续到2007年3月第六轮六方会谈才有所缓解。2007年10月，第六轮六方会谈第二阶段及美朝双边会谈重启，双方通过了《落实共同声明第二阶段行动》共同文件。但双方在“核查”机制及朝核申报报告的完整性方面仍有分歧。小布什政府决定推迟同朝鲜就铀浓缩项目及朝鲜在叙利亚建设核反应堆问题进行谈判，这在美国国内引起了很大质疑。

#### 2008年
2008年2月25日，早已卸任的佩里应邀到韩国首尔出席新任大韩民国总统李明博的就职仪式。佩里突接朝方邀请，出席一天后（即2008年2月26日）在朝鲜平壤举行的纽约爱乐乐团音乐会，这也是访问朝鲜的首个美国乐团。因时间紧迫，朝方还破天荒同意安排车辆让佩里直接从首尔通过非军事区入境。此次音乐会前后，美朝关系出现缓和。2008年10月11日，美方認為美朝之間關於「恢復國際檢查的談判」的目的已達到，同意把朝鮮從「支持恐怖主義國家」名單上除名。
隨著李明博對朝强硬政策，朝韓關係轉趨緊張。2008年底，因在核查问题上出现分歧，六方会谈陷入停顿。朝鲜宣布重启宁边核设施，并提出了新的谈判条件。

#### 2009年
2009年，民主黨的奥巴马出任美国总统。在当选前后，奥巴马多次批评小布什政府的对朝强硬政策，认为“从小布什政府学到的教训就是不对话是行不通的”。2009年1月21日，奥巴马在就职演说中表示，愿与朝鲜接触。奥巴马政府起初对朝采取“伸手外交”，以应对小布什政府时期美朝关系变化及朝核问题加剧的倾向。但2008年4月5日朝鲜发射了“大浦洞2号”导弹。4月13日，联合国安理会发表主席声明谴责朝鲜的发射行为，称此举违反联合国安理会第1718号决议。朝鲜的回应是宣布退出六方会谈，驱逐美国和国际社会的驻朝核观察员，并且宣布将全面重新处理宁边反应堆8000根乏燃料棒，以提取制造核武器所需的钚。5月25日，朝鲜成功进行第二次地下核试验，随后宣称其为“拥核国”。6月12日，联合国安理会一致通过第1874号决议，强烈谴责朝鲜第二次核试验，要求朝鲜停止核试验和使用弹道导弹技术发射，并就限制朝鲜武器进出口、检查朝鲜船只、防止外部资金流入朝鲜等作出明确规定。6月，奥巴马签署上任后第一项针对朝鲜的行政令，对朝鲜公司实施由美国国务院和美国财政部共同参与的单边制裁。8月，朝鲜最高领导人金正日会见了访问朝鲜的美国前总统克林顿，随后将关押了五个月的两名美国女记者驱逐出境。9月4日，朝鲜宣布铀浓缩项目已进入最后测试阶段。9月11日，美国国务院发言人表示，美国愿在恢复六方会谈前与朝鲜开展双边对话。奥巴马政府在2009年内一再尝试同朝鲜接触，并派美国朝鲜问题特使博斯沃思于12月8日至10日率团访朝进行试探性对话，但都未能取得成效，原因是奥巴马政府并未打破小布什政府初期对朝政策的逻辑，即把朝鲜承诺弃核作为与朝恢复谈判的前提条件。
2009年12月，美国国务卿希拉里·克林顿在评价博斯沃思对朝鲜的访问时称，奥巴马政府对朝政策是“战略忍耐，同时与六方会谈中其他相关方保持密切协商”，“战略忍耐”随即成为奥巴马政府对朝政策的代名词。事实上，此后美国官员在讲话中很少提及“战略忍耐”一词，而是将美国对朝政策称作“接触”与“施压”并行的双轨政策。

##### 停止援助
1995年至2008年间，美国给朝鲜提供了超过130亿美元的援助，其中50%为粮食援助，约40%为能源援助。1995年2009年间，美国提供了约6亿美元的能源援助，目的是希望朝鲜冻结核设施。2009年，朝鲜退出六方会谈后，能源援助停止。自2009年初以来，美国几乎断绝了对朝鲜的一切援助。

#### 2010年
2010年初，朝鲜宣布结束与美国和韩国的敌对状态。1月11日，朝鲜外务省发表声明，建议与相关方就以和平条约取代《朝鲜停战协定》展开对话。然而1月底，朝鲜半岛局势出现紧张，朝韩关系恶化。2010年3月26日發生韩国海军天安号沉没事件，美韓兩國指控朝鮮人民軍擊沉該艦，但後者至今不承認，還稱其為美國鬧劇。2010年8月25日，美国前总统卡特访朝，为解救美国公民艾贾龙·马里·戈梅斯展开斡旋并获成功。同年11月發生延坪島炮擊事件。11月28日至12月1日，美韩联合军事演习在韩国西部海域（黄海），为24小时高强度军演。11月29日，中国呼吁召开六方会谈紧急会议，但遭韩国、美国和日本拒绝，三国坚持只有朝韩关系改善，多边会谈才可重启。

#### 2011年
2011年2月28日，美韩举行大规模联合军演，朝鲜对此反应强烈。
2011年3月15日，朝鲜向俄罗斯官员表示愿重返六方会谈。4月18日，中国提出重启多方对话的“三步走”建议。同日，奥巴马再次签署制裁朝鲜的行政令。4月26日，美国前总统卡特再度访朝，以恢复与朝谈判。5月9日，韩国总统李明博提出，在朝鲜承诺弃核的前提下邀请朝鲜参加2012年在首尔召开的核安全峰会。7月22日，韩国六方会谈代表李桑南与朝鲜六方会谈代表李勇浩在巴厘岛举行的东盟会议间隙会面，讨论重启朝核问题谈判事宜。7月24日，美国国务卿、韩国外相、日本外务大臣联合发表声明，欢迎此次朝韩六方会谈代表的会面。
2011年7月28日至29日，美国朝鲜问题特使博斯沃思同朝鲜外务省第一副相金桂冠在纽约会面，这是奥巴马上任后美朝第一轮高级别会谈，美方重申如朝鲜承诺在谈判中成为有建设性的一方，美国愿重启与朝谈判。10月21日，朝美军方在泰国曼谷达成协议，决定恢复朝鲜战争美军遗骸搜寻行动，将于2012年3月重启调查发掘工作，这是2005年以来美朝第一次合作搜寻美军士兵遗骸。10月24日至25日，美朝代表就重启六方会谈等议题在瑞士日内瓦举行会谈，这是奥巴马上任后美朝第二轮高级别会谈，会谈取得了“进展”。2012年2月23日至24日，美朝在北京举行第三轮高级别会谈。此时，金正日已逝世，其儿子金正恩已继任朝鲜最高领导人。2月29日，美朝同时发布北京会谈的成果，并签订《闰日协议》（Leap Day Agreement）。

#### 2012年
2012年3月16日，在《闰日协议》签署仅两周后，朝鲜表示计划在4月中旬发射卫星，美国称朝鲜此举违背其在《闰日协议》中的承诺，但朝鲜认为《闰日协议》不包括发射卫星。3月29日，美国负责东亚和太平洋安全事务的代理助理国防部长拉沃伊宣布暂停对朝食品援助，并开始筹划亚洲反导系统。《闰日协议》至此变成一纸空文。《闰日协议》失败后，奥巴马政府的对朝接触政策随之丧失国内政治和舆论支持，不得不再度转向以“施压”为主。4月13日，朝鲜在西海卫星发射场发射“光明星3号”卫星失败。12月12日再次发射“光明星3号”成功。

#### 2013年
2013年1月22日，联合国安理会通过第2087号决议，谴责朝鲜发射卫星，并称此次卫星发射的技术可被用于弹道导弹研制，违反了联合国安理会第1718号和第1874号决议，该决议还扩大了对朝制裁范围。2月12日，朝鲜进行第三次核试验。3月7日，联合国安理会一致通过第2094号决议，谴责朝鲜第三次核试验，并再度扩大对朝制裁范围。4月，朝鲜宣布计划重启宁边重水反应堆建设。8月30日，美国国务院发言人通报称，朝鲜取消了美国朝鲜人权问题特使罗伯特·金原计划当日对朝鲜的访问，此次访问原计划就人质问题与朝鲜磋商。9月，国际原子能机构通过决议，要求朝鲜遵守《不扩散核武器条约》并与其合作。
2013年3月21日，在美国的推动下，联合国人权理事会一致通过成立朝鲜人权调查委员会的决议案，这是联合国第一次成立针对朝鲜人权问题的机构。2013年，朝鲜展现了对以美國為主的西方文化，例如NBA籃球和迪士尼樂園等的友好姿态，试图以文化交流促进美朝关系发展。2013年2月和9月，前NBA球星罗德曼两次应邀访问朝鲜，受到朝鲜领导人金正恩接见。但美国的对朝政策仍以“施压”为主。2014年，朝鲜进行了多次短程、中程导弹试射。2015年1月2日，美国就索尼遭黑客袭击事件对朝鲜发动新一轮制裁。1月10日，朝鲜表示愿停止核试验，同时要求美韩取消2015年春将举行的年度例行军演，但遭美国拒绝。1月19日，美国前政府官员及智库学者与朝鲜六方会谈代表在新加坡举行非正式会谈，这是美国继1月初拒绝朝鲜提议后第一次与朝直接接触，但美方参会人员自称并不代表美国政府。2月7日，朝鲜称要测试一种新反舰导弹，金正恩将亲自监督测试。2月8日，朝鲜试射五枚短程导弹。2月27日，朝韩在瑞典斯德哥尔摩举行了“半官半民”会谈但无果而终。
奥巴马任内，除2011年7月至2012年2月美朝三轮高级别会谈外，美国对朝鲜的接触一直保持在最低限度，多是就和朝核问题无关的专门议题举行会谈，例如解救被朝鲜扣押的美国公民、搜寻美军士兵遗骸等。美国对朝鲜发射导弹及核试验多采取单边制裁、多边制裁，对朝施压促变。同时美国敦促中国对朝鲜采取强硬政策，强化美韩日同盟，美国重申为盟国提供安全保护，并通过与韩日的联合军演向朝鲜进行军事威慑。美国还联合国际社会力量抨击朝鲜的人权纪录。

#### 2016年
奥巴马执政时期，朝核问题未获实质性解决，朝鲜的核能力却不断加强，2016年1月6日朝鲜第四次核试验，2016年2月7日发射地球观测卫星“光明星4号”，2016年9月9日朝鲜第五次核试验，2016年内试射了一系列弹道导弹。奥巴马政府的对朝政策陷入困境。2016年3月7日至4月30日，美韩同时展开“关键决断”和“鹞鹰”两场年度联合军事演习，这是自2010年3月天安舰事件以来规模最大的美韩联合军事演习。

#### 2017年
2017年特朗普就任美国总统后，2017年3月1日起，韩美举行为期两个月的年度“秃鹫”联合军事演习，规模为历届之最。在2017年朝鲜半岛发生了一系列危机，朝鲜试射了一系列弹道导弹。4月6日至7日，中国领导人习近平在美国海湖庄园同特朗普总统会晤，同意加强合作遏制朝鲜的导弹和核计划。7月4日朝鲜称洲际弹道导弹“火星-14”试验发射成功。7月28日朝鲜再次试射洲际弹道导弹“火星-14”成功。8月8日，朝鲜人民军战略军发言人发表声明称，为压制和牵制美国战略轰炸机所在的关岛安德森空军基地等军事基地，并向美国发出严重警告信号，朝鲜人民军战略军正在慎重考虑用“火星-12”型中远程战略弹道导弹对关岛周边进行包围射击的作战方案。同日，美国总统特朗普称，朝鲜“最好不要再威胁美国”，否则将招致前所未有的“炮火与怒火”。8月9日，美国国务卿蒂勒森出来“灭火”，称无任何迹象显示朝鲜半岛核问题发生急剧变化。8月14日，金正恩听取了关岛包围射击方案报告，要求美国停止对朝挑衅、作出正确选择，并且命令朝鲜人民军战略军保持发射待命状态。8月16日，美国总统特朗普在推特上说，金正恩暂缓打击关岛方案是“明智且合理之举”，否则结果将是“灾难性的”和“不可接受的”。8月21日至31日，美韩举行“乙支自由卫士”年度联合军事演习，美韩分别动员1.75万人与5万人，重点仍是演练《5015行动计划》即对朝鲜实施“先攻”和斩首行动。8月29日，朝鲜试射飞越日本的导弹。9月3日朝鲜第六次核试验，此次为氢弹试验，此氢弹可搭载在洲际弹道导弹上。2017年，美国在韩国部署萨德反导系统，引起了朝鲜、中国、俄罗斯的强烈抗议。
2017年，美国国内矛盾突出，支持和反对总统特朗普的力量对峙，主流媒体和精英一边倒地反对特朗普。在朝核问题上，美国主流媒体纷纷反对特朗普对朝的强硬姿态，呼吁美朝谈判。一些曾参与美朝接触的人士也不赞同特朗普政府的应对。例如前国防部部长佩里认为，小布什时期的对朝政策和奥巴马时期的“战略忍耐”政策只是坐等事情发生，然而“希望并不是一种战略”，而特朗普政府在应对朝核问题上一直“发出混乱的信号”，他认为“美朝两国应启动谈判，这对早日实现半岛无核化十分重要”。
美国财政部2017年9月26日宣布，对“参与支持”朝鲜发展大规模杀伤性武器的朝鲜8家银行和26名公民实施制裁。

#### 2020年
2020年12月8日，美国财政部以非法出口朝鮮煤炭為由將六家企业和四艘船只列入制裁名單。

### 朝美首脑会晤

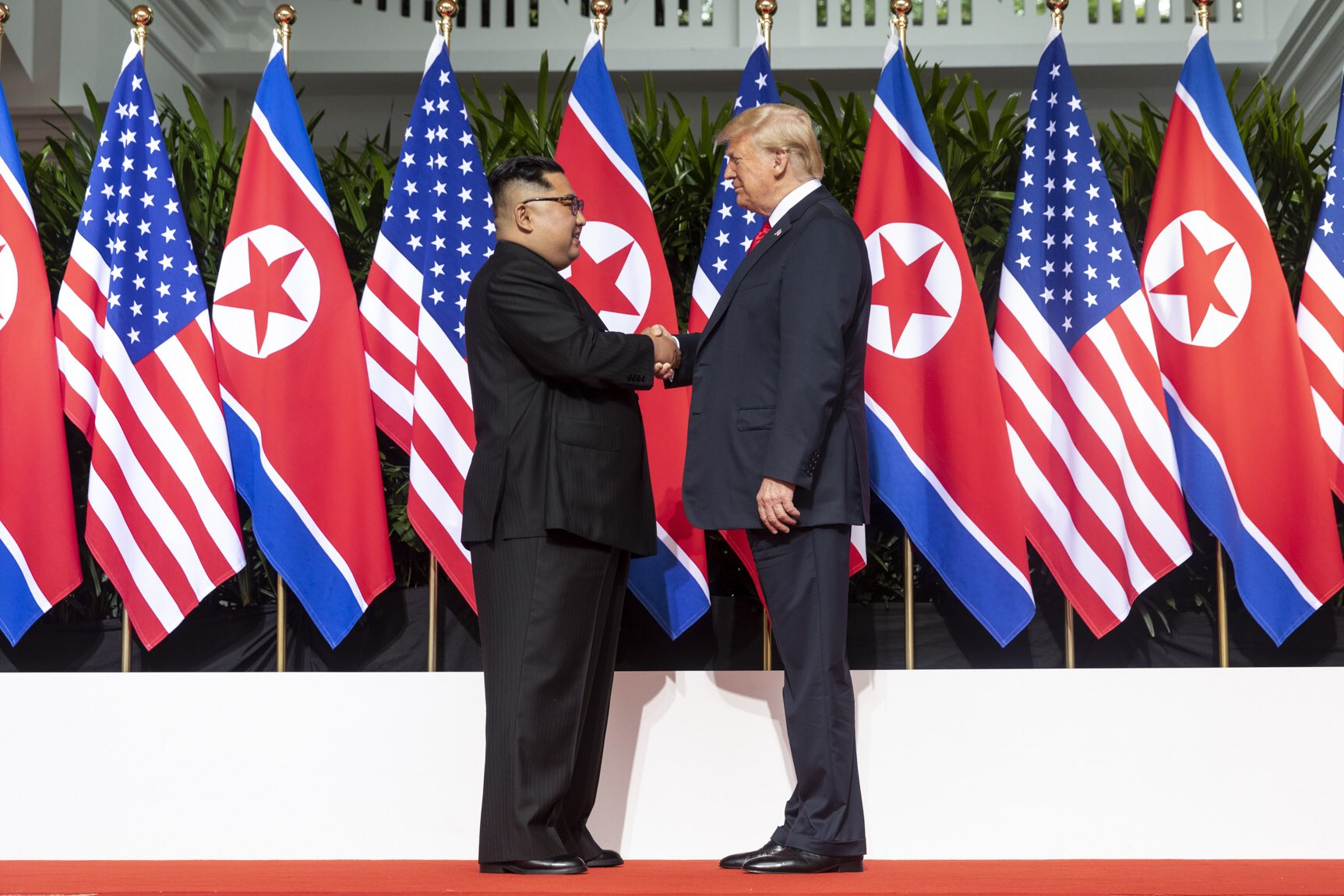
美国总统唐纳德·特朗普和朝鲜勞動黨委員長金正恩在新加坡進行首腦會悟，為兩國領導人在朝鮮建國成立70年後首次正式會悟。

2018年6月12日，兩國於新加坡召开了朝美首脑峰会，这是朝鲜战争后首位在任美国总统与朝鲜领导人的会见。國際社會對於本次會談高度重視，並期待朝美雙方透過對話解決問題。
2019年2月27日至28日，美國總統唐纳德·特朗普與朝鲜勞動黨委員長金正恩在越南河内再次會面，兩人探討朝鮮半島無核化的實行方式，但朝美雙方沒有達成任何協議。
2019年6月30日，特朗普到訪韓國，到訪了韓朝非軍事區的板门店边境村，踏入朝鮮境內，與金正恩會晤，更邀對方到訪白宮。特朗普成为第一位踏上朝鲜土地的美国在任总统。

### 国情比较
| 通稱                 | 朝鮮 （朝、北韓、北朝鮮）                              | 美國 （美、米美、合眾國）                                    |
| 法定名稱             | 朝鮮民主主義人民共和國                                 | 美利堅合眾國                                                 |
| 國旗                 | 朝鲜民主主义人民共和国                                 | 美国                                                         |
| 國徽                 |                                                        |                                                              |
| 地图                 |                                                        |                                                              |
| 人口                 | 24,900,000                                             | 317,552,000                                                  |
| 面積                 | 120,540 km2（46,540 sq mi）                            | 9,526,468 km2（3,678,190 sq mi）                             |
| 人口密度             | 202/km2（520/sq mi）                                   | 33.7/km2（87/sq mi）                                         |
| 標準時間             | 平壤時間（時區：UTC+9）                                | 美國東部標準時（時區：UTC-5）                                |
| 首都                 | 平壤                                                   | 華盛頓哥倫比亞特區                                           |
| 最大城市（以人口計） | 平壤 – 2,581,076                                       | 纽约市（8,491,079）                                          |
| 官方語言             | 朝鮮語（韓語）                                         | 英語（美式英語）                                             |
| 政府                 | 朝鮮民主主義人民共和國政府                             | 美國聯邦政府                                                 |
| 執政黨               | 朝鲜劳动党                                             | 共和黨                                                       |
| 其他國會政黨         | 朝鮮社會民主黨、 天道教青友黨                          | 民主党、 自由意志黨、憲法黨、美國綠黨                        |
| 國會                 | 最高人民會議（常任委員會）                             | 美國國會（參議院、眾議院）                                   |
| 國會領袖             | 最高人民會議常任委員會委員長 最高人民會議議長          | 美國參議院議長 美國眾議院議長                                |
| 國會議長             | 崔龍海 朴泰成                                          | 迈克·约翰逊 （眾議院議長） JD·萬斯（參議院議長，兼任副總統） |
| 政治體制             | 單一制、共和制、一黨專政、先軍政治、威權主義、家族獨裁 | 聯邦制、共和制、多黨民主、共和立憲國家、總統制               |
| 最高領導人           | 金正恩 （朝鮮勞動黨總書記）                            | 唐納·川普 （美國總統）                                       |
| 國家元首             | 金正恩 （國務委員會委員長）                            | 唐納·川普 （美國總統）                                       |
| 政府首腦             | 金德训 （內閣總理）                                    | 唐納·川普 （美國總統）                                       |
| 外交部長             | 李善权 （外務相）                                      | 馬可·魯比奧 （國務卿）                                       |
| 國民生產總值         | 450億美元（人均：2,400美元）                           | 1.928万亿美元（人均：37,947美元）                            |